# Singapore Premier League 2021
Die Singapore Premier League 2021, aus Sponsorgründen auch AIA Singapore Premier League genannt, war die 4. Spielzeit der höchsten singapurischen Fußballliga seit der Ligareform 2018. Titelverteidiger war Albirex Niigata (Singapur). Die Saison begann am 13. März 2021 und endete am 10. Oktober 2021.

## Mannschaften
| Mannschaft                 | Standort  | Stadion             | Kapazität |
| -------------------------- | --------- | ------------------- | --------- |
| Albirex Niigata (Singapur) | Jurong    | Jurong East Stadium | 2700      |
| Balestier Khalsa           | Toa Payoh | Toa Payoh Stadium   | 3800      |
| Geylang International      | Tampines  | Our Tampines Hub    | 5000      |
| Hougang United             | Kallang   | Hougang Stadium     | 3800      |
| Lion City Sailors          | Kallang   | Jalan Besar Stadium | 6000      |
| Tampines Rovers            | Tampines  | Our Tampines Hub    | 5000      |
| Tanjong Pagar United       | Jurong    | Jurong East Stadium | 2700      |
| Young Lions                | Kallang   | Jalan Besar Stadium | 6000      |

## Personal
| Mannschaft                 | Trainer         | Mannschaftskapitän  |
| -------------------------- | --------------- | ------------------- |
| Albirex Niigata (Singapur) | Keiji Shigetomi | Kazuki Hashioka     |
| Balestier Khalsa           | Marko Kraljević | Zaiful Nizam        |
| Geylang International      | Mohd Noor Ali   | Yūki Ichikawa       |
| Hougang United             | Clement Teo     | Fabian Kwok         |
| Lion City Sailors          | Aurelio Vidmar  | Hassan Sunny        |
| Tampines Rovers            | Gavin Lee       | Yasir Hanapi        |
| Tanjong Pagar United       | Hasrin Jailani  | Faritz Abdul Hameed |
| Young Lions                | Philippe Aw     | Danish Irfan        |

## Ausländische Spieler
Albirex Niigata kann eine unbegrenzte Anzahl singapurischer Spieler für die neue Saison melden.
| Mannschaft                 | Spieler 1                                          | Spieler 2                         | Spieler 3              | AFC Spieler                 | U21 Spieler                 | Ehemalige Spieler |
| -------------------------- | -------------------------------------------------- | --------------------------------- | ---------------------- | --------------------------- | --------------------------- | ----------------- |
| Albirex Niigata (Singapur) | Hyrulnizam Juma'at Junki Yoshimura Hilman Norhisam | Fairoz Hassan Sunny Tia Ali Manaf | Ong Yu En Kenji Austin | Fikri Junaidi Ameer Maricar | Nicky Singh Irsyad Azarudin | Nathanael Chin    |
| Balestier Khalsa           | Kristijan Krajček                                  | Šime Žužul                        | Ensar Brunčević        | Shuhei Hoshino              | Yann Weishaupt              |                   |
| Geylang International      | Matheus Moresche                                   | Barry Maguire                     | Yūki Ichikawa          | Danny Kim                   |                             | Sylvano Comvalius |
| Hougang United             | Gilberto Fortunato                                 | Maksat Dzhakybaliev               | Tomoyuki Doi           | Kaishū Yamazaki             |                             |                   |
| Lion City Sailors          | Diego Lopes                                        | Jorge Fellipe                     | Stipe Plazibat         | Song Ui-young               |                             |                   |
| Tampines Rovers            | Zehrudin Mehmedović                                | Boris Kopitović                   | Armin Bošnjak          | Kyōga Nakamura              |                             |                   |
| Tanjong Pagar United       | Luiz Júnior                                        | Blake Ricciuto                    | Reo Nishiguchi         | Shodai Nishikawa            |                             |                   |
| Young Lions                |                                                    |                                   |                        |                             |                             |                   |

## Tabelle
Stand: 10. Oktober 2021
| Pl. | Verein                | Sp. | S  | U | N  | Tore    | Diff. | Punkte |
| --- | --------------------- | --- | -- | - | -- | ------- | ----- | ------ |
| 1.  | Lion City Sailors     | 21  | 14 | 6 | 1  | 059:210 | +38   | 48     |
| 2.  | Albirex Niigata (M)   | 21  | 13 | 7 | 1  | 050:190 | +31   | 46     |
| 3.  | Hougang United        | 21  | 10 | 4 | 7  | 048:400 | +8    | 34     |
| 4.  | Tampines Rovers       | 21  | 7  | 6 | 8  | 048:510 | −3    | 27     |
| 5.  | Tanjong Pagar United  | 21  | 5  | 7 | 9  | 036:490 | −13   | 22     |
| 6.  | Geylang International | 21  | 6  | 2 | 13 | 033:520 | −19   | 20     |
| 7.  | Balestier Khalsa      | 21  | 5  | 4 | 12 | 034:520 | −18   | 19     |
| 8.  | Young Lions           | 21  | 4  | 4 | 13 | 026:500 | −24   | 16     |

| Zum Saisonende 2021:                                                                                        |
|  Teilnahme an der Gruppenphase der AFC Champions League 2022 Teilnahme an der Gruppenphase des AFC Cup 2022 |

| Zum Saisonende 2020: |                                                 |
| (M)                  | Amtierender Meister: Albirex Niigata (Singapur) |
| (P)                  | Amtierender Pokalsieger: Keine Austragung       |

| Anmerkung: Der ausländische Verein Albirex Niigata (Singapur) sowie die Young Lions können sich nicht für internationale Spiele qualifizieren. |

## Beste Torschützen
Stand: 10. Oktober 2021
| Platz | Spieler          | Mannschaft                 | Tore |
| ----- | ---------------- | -------------------------- | ---- |
| 1.    | Tomoyuki Doi     | Hougang United             | 19   |
| 2.    | Boris Kopitović  | Tampines Rovers            | 16   |
| 3.    | Šime Žužul       | Balestier Khalsa           | 15   |
| 3.    | Kiyoshirō Tsuboi | Albirex Niigata (Singapur) | 15   |
| 5.    | Stipe Plazibat   | Lion City Sailors          | 14   |
| 6.    | Gabriel Quak     | Lion City Sailors          | 13   |
| 7.    | Amy Recha        | Geylang International      | 12   |
| 8.    | Matheus Moresche | Geylang International      | 11   |
| 8.    | Luiz Júnior      | Tanjong Pagar United       | 11   |
| 10.   | Ryōya Taniguchi  | Albirex Niigata (Singapur) | 9    |
| 10.   | Reo Nishiguchi   | Tanjong Pagar United       | 9    |
| 11.   | Kuraba Kondō     | Albirex Niigata (Singapur) | 8    |
| 12.   | Ilhan Fandi      | Young Lions                | 7    |
| 12.   | Song Ui-young    | Lion City Sailors          | 7    |

## TOP Assists
| Platz | Name                | Mannschaft                 | Assists |
| ----- | ------------------- | -------------------------- | ------- |
| 1.    | Boris Kopitović     | Tampines Rovers            | 11      |
| 2.    | Ryōya Taniguchi     | Albirex Niigata (Singapur) | 8       |
| 2.    | Kaishū Yamazaki     | Hougang United             | 8       |
| 2.    | Faris Ramli         | Lion City Sailors          | 8       |
| 2.    | Zehrudin Mehmedović | Tampines Rovers            | 8       |
| 6.    | Šime Žužul          | Balestier Khalsa           | 7       |
| 6.    | Barry Maguire       | Geylang International      | 7       |
| 6.    | Stipe Plazibat      | Lion City Sailors          | 7       |

## Hattricks
| Spieler          | Verein                     | Gegnerischer Verein   | Ergebnis | Datum              |
| ---------------- | -------------------------- | --------------------- | -------- | ------------------ |
| Tomoyuki Doi     | Hougang United             | Tampines Rovers       | 5 : 1    | 3. April 2021      |
| Boris Kopitović  | Tampines Rovers            | Young Lions           | 7 : 0    | 7. April 2021      |
| Diego Lopes      | Lion City Sailors          | Geylang International | 8 : 0    | 11. April 2021     |
| Kiyoshirō Tsuboi | Albirex Niigata (Singapur) | Tanjong Pagar United  | 6 : 0    | 17. April 2021     |
| Kiyoshirō Tsuboi | Albirex Niigata (Singapur) | Balestier Khalsa      | 4 : 1    | 25. April 2021     |
| Šime Žužul       | Balestier Khalsa           | Tampines Rovers       | 5 : 2    | 19. August 2021    |
| Tomoyuki Doi     | Hougang United             | Tampines Rovers       | 7 : 3    | 11. September 2021 |
| Kiyoshirō Tsuboi | Albirex Niigata (Singapur) | Tanjong Pagar United  | 4 : 4    | 10. Oktober 2021   |